# Armand Rossander
Nils Armand Alfred Rossander, född 2 november 1914 i Duvbo i Spånga socken, död 21 november 1976 i Stockholm, var en svensk konstnär (målare och tecknare). Han var far till Linnéa Braun och under en period gift med Maud Reuterswärd.

## Biografi
Rossander studerade vid Konstakademien i Stockholm och hämtade inspiration och intryck på studieresor till bland annat Tyskland, Tjeckoslovakien och Frankrike. Han ingick i gruppen 1947 års män. Han deltog i utställningen Ung Konst som blev genombrottet för konkret konst i Sverige. Han verk föreställer ofta abstrakta och i viss mån stiliserade, figurer och landskap. Dessa vittnar om strävan till socialpsykologisk analys men även viss lekfullhet. 
Bland hans offentlig konst som står för Rossanders lekfullhet kan nämnas 20 blyinfattade glaskonstverk och finns på restaurang Tyrolens torn på Gröna Lund i Stockholm, i hörnet av Lilla Allmänna Gränd och Allmänna Gränd. De är tillverkade vid D. Lindholms konstglasmästeri 1942. Varje fönster är belyst bakifrån och visar olika motiv från Gröna Lunds attraktioner, exempelvis dansbana, kättingflygare, varieté, Blå tåget, Lustiga huset, minigolv och radiobil.
Han är representerad på Moderna museet  (flera verk), Göteborgs konstmuseum[källa behövs], Arkiv för dekorativ konst i Lund, Kalmar konstmuseum, Smålands museum l Växjö och Jönköpings läns museum samt Nasjonalgalleriet i Oslo.
Armand Rossander är begravd på Segerstads kyrkogård på Öland.

## Bilder, Gröna Lunds glasmålningar

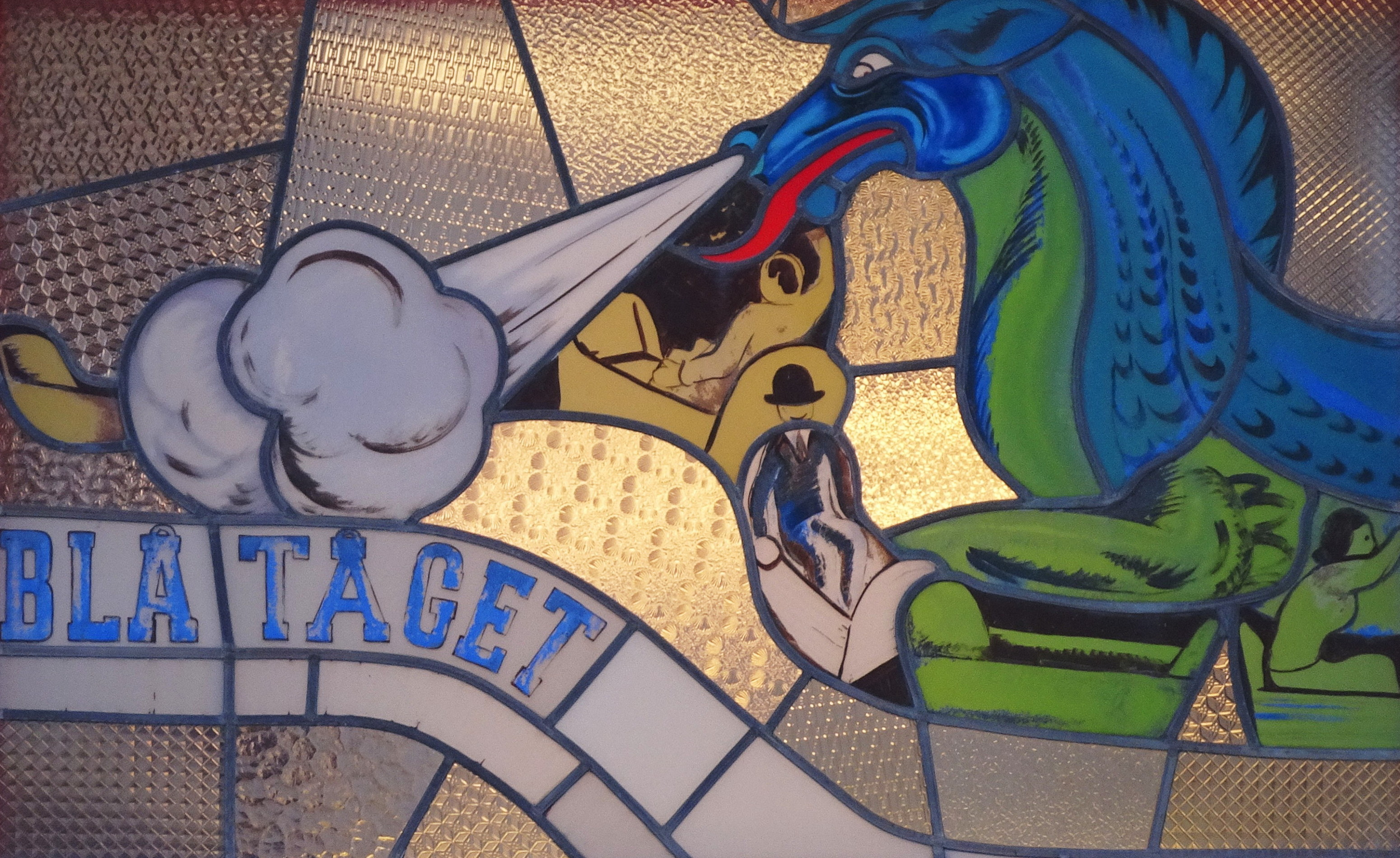
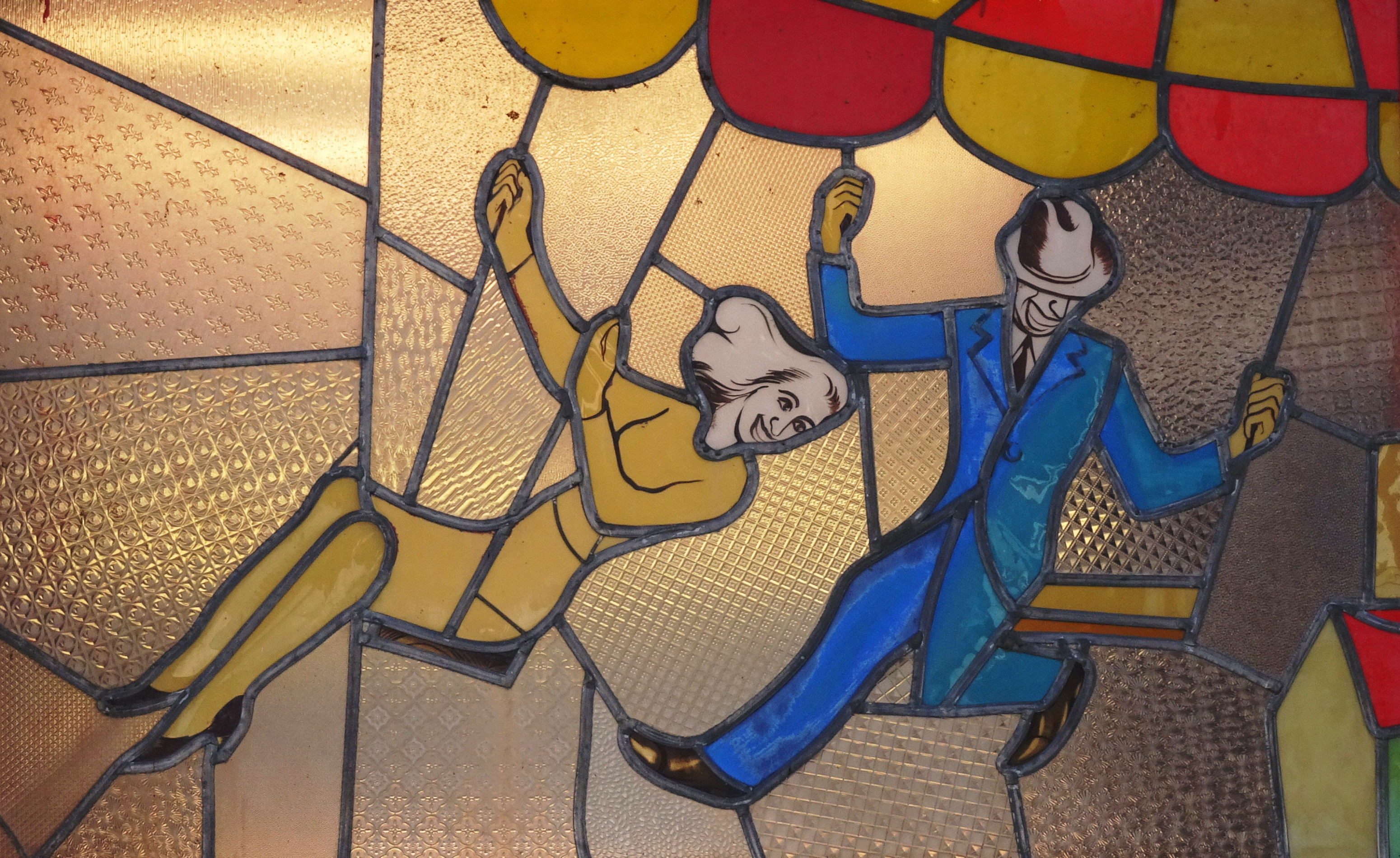
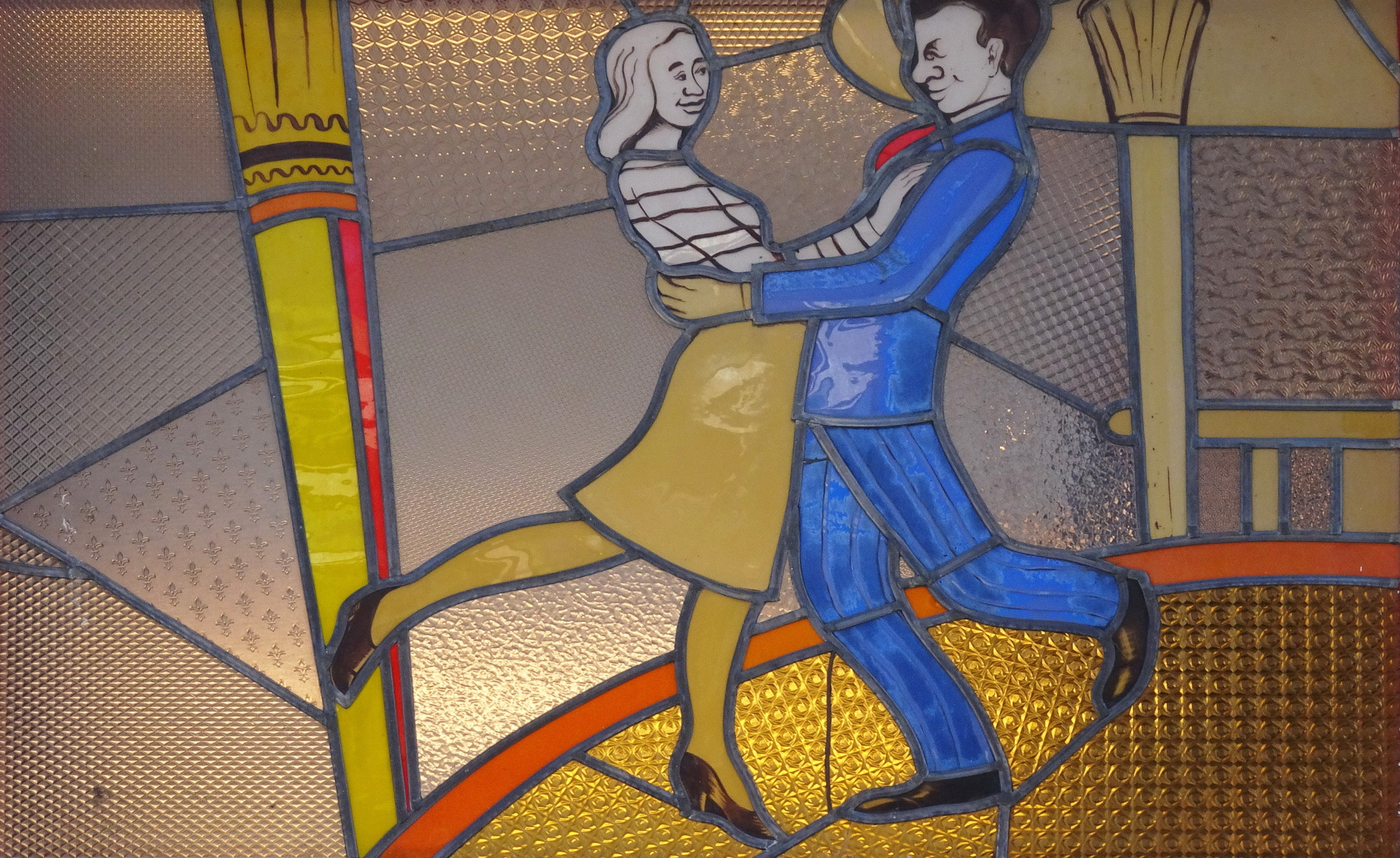
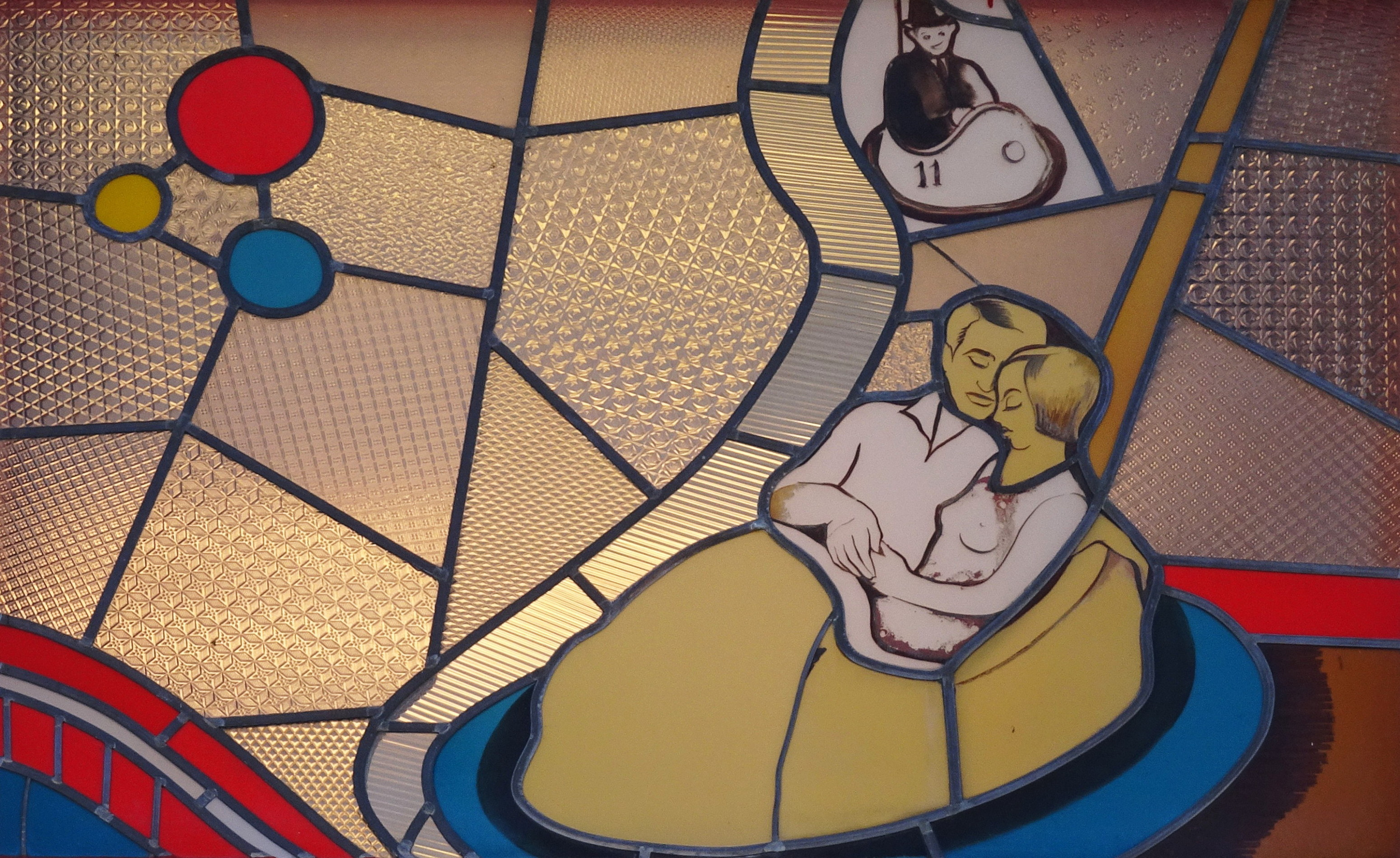
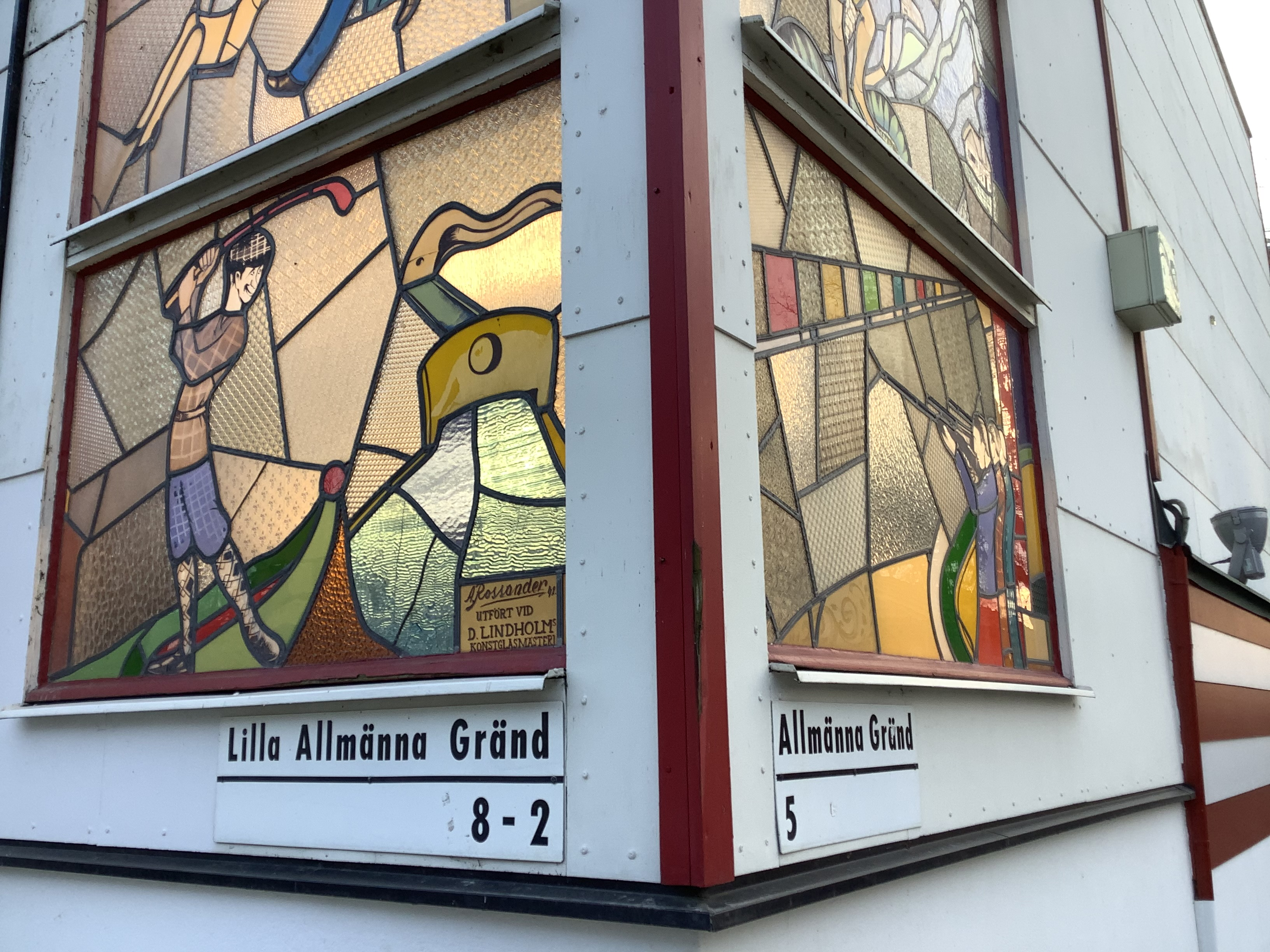